# Ćajtanjaćaritamryta

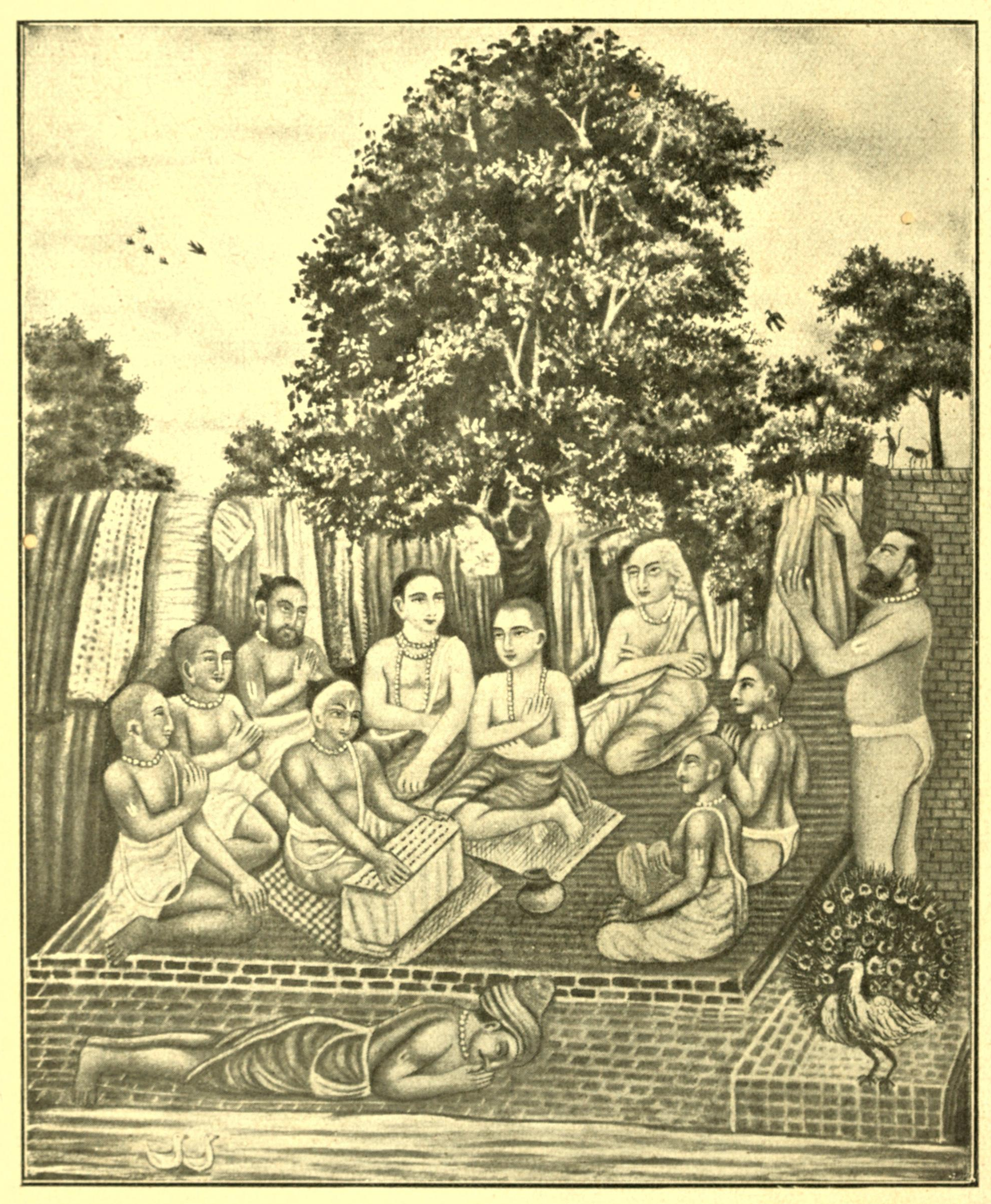
Ćajtanja udzielający nauk (1922)

Ćajtanjaćaritamryta (trl. Ćaitanyacaritāmṛta, ang. Chaitanya Charitamrita) – obszerna hagiografia, opisująca życie i nauki Ćajtanji Mahaprabhu (1486–1533), twórcy gaudija wisznuizmu. Została napisana przez Krysznadasę Kawiradźę (ur. 1496), głównie w języku bengali, jednak zawiera wiele poematów w sanskrycie. Największą część dzieła zajmują zapisy filozoficznych rozważań Ćajtanji, dotyczące procesu bhaktijogi oraz intonowania Maha Mantry i świętych imion Boga. Przez wyznawców gaudija wisznuizmu (w tym wyznawców ruchu „Hare Kryszna”) jest uznawana za jedną ze „świętych ksiąg”. Jest to kompendium wiedzy religijnej nt. teologii i form kultu.

## Treść
Dzieli się na 3 części: „Adi-lila”, „Madhja-lila” i „Antja-lila”, opisujących epoki w życiu Ćajtanji:

### 1. Adi-lila
Przedstawia teologiczne uzasadnienie boskości Ćajtanji jako połączonego awatary Kryszny i Radhy. Opisuje genealogię Ćaitanji, jego przyjaciół z dzieciństwa i ich religijne następstwo w linii „czystych wielbicieli Kryszny”. Kończy się krótkim opisem przyjęcia przez Ćajtanję sanjasy.

### 2. Madhja-lila
Opisuje życie Ćajtanji jako sanjasina: pobyt w Puri, filozoficzne rozważania z Sarwabhaumą Bhattaćarją, podczas których Ćajtanji broni koncepcji istnienia Najwyższej Osoby Boga przeciwko impersonalistycznej koncepcji adwajty, pielgrzymkę Ćajtanji do południowych Indii, praktyki kultowe Ćajtanji i jego uczniów w świątyni Dźagannatha w Puri oraz pouczenia nt. bhaktijogi, które otrzymali: Rupa Goswami i Sanatana Goswami.

### 3. Antja-lila
Opisuje dramaty religijne, napisane przez Rupę Goswamiego oraz rozmowy Ćajtanji m.in. z Raghunathą dasą Goswamim i Dźagadanandą; opisuje duchowe doświadczenie Ćajtanji, cierpiącego rozpacz z powodu rozłąki z Najwyższą Osobą Boga (wiraha, wipralambha bhawa), a także wymienia Osiem Pouczeń (Siksastaka) – jest to jedyny fragment książki autorstwa samego Ćajtanji.

## Historia
Autor książki – Krisznadasa nigdy osobiście nie spotkał Ćajtanji, jednak jego guru Raghunatha dasa Goswami (1494–1586) był współpracownikiem Ćaitanji i jego uczniów. Krisznadasa korzystał też z pamiętników Murariego Gupty i Swarupy Damodary, którzy byli przyjaciółmi Ćajtanji.
Krisznadasa napisał to dzieło w podeszłym wieku, na polecenie bhaktów z Vrindavanu. Istniała już co prawda podobna hagiografia autorstwa Wrindawanadasy, pt. Ćaitanja Bhagawata, jednak nie zawierała opisu ostatnich lat życia Ćajtanji.
Ćajtanjaćaritamryta była wielokrotnie przepisywana i kopiowana we wspólnotach wyznawców gaudija wisznuizmu w Bengalu i Orissie w XVII w., oraz popularyzowana przez takich kaznodziejów jak: Narottama dasa Thakura, Śjamananda i Śriniwasa (uczniów Dźiwy Goswamiego i Krysznadasy Kawiradźy). Jednak w XVIII w. dzieło straciło na popularności, a w XIX w. Bhaktiwinoda Thakura z trudem znalazł kompletny egzemplarz książki, a następnie opublikował ponownie z własnym komentarzem (Amryta Prawaha). Jego syn – Bimala Prasada (Bhaktisiddhanta Saraswati) zaczął masowo drukować książkę z własnym komentarzem (Anubhasja).
Uczeń Bhaktisiddhanty Saraswatiego- Bhaktiwedanta Swami Prabhupada w latach 70. XX w. opublikował dzieło w luksusowym 17-tomowym wydaniu (we własnym tłumaczeniu na język angielski) w wydawnictwie ruchu Hare Kryszna – Bhaktivedanta Book Trust, z własnym komentarzem. Wydanie to było masowo drukowane i doczekało się wielokrotnych wznowień; polskie tłumaczenie w 8 tomach zostało wydane w końcówce lat 80. XX w.